# Varkā Deh
Varkā Deh (persiska: وركا ده) är en ort i Iran.   Den ligger i provinsen Mazandaran, i den norra delen av landet, 120 km nordost om huvudstaden Teheran. Varkā Deh ligger 7 meter över havet och antalet invånare är 954.
Terrängen runt Varkā Deh är platt, och sluttar norrut. Runt Varkā Deh är det ganska glesbefolkat, med 47 invånare per kvadratkilometer. Närmaste större samhälle är Āmol, 11,4 km sydost om Varkā Deh. Trakten runt Varkā Deh består till största delen av jordbruksmark.